# 雪が降ってきた
「雪が降ってきた」（ゆきがふってきた）は、SMAPの6枚目のシングル。1992年12月12日にビクター音楽産業から発売された。

## 概要
- 2回目の出場となった『NHK紅白歌合戦』においてこの曲を演奏した。
- 歌番組でこの曲を披露する時には、メンバーはバスケットボールをしながら歌っていた。
- 「雪が降ってきた」は1993年7月7日発売の『SMAP 004』（アルバムバージョン）、1995年1月1日発売の『Cool』（新録バージョン）、1995年11月22日発売の『BOO』（リミックスバージョン）、2001年3月23日発売の『Smap Vest』（シングルバージョン）、2001年8月8日発売の『pamS』（ballad version）に収録されている。カップリングの「100万の言葉」はアルバム未収録。

## 予約特典,キャンペーン
下敷き。そして、SMAPゾロ目キャンペーンと題し、スマイル戦士 音レンジャー,笑顔のゲンキ,雪が降ってきたのシングル3作品を買い、アルバム SMAP 003に付属する応募ハガキに貼り送ると、抽選で2.222名にSMAPオリジナルメッセージCDシングルがプレゼントされるキャンペーンも開催されていた。

## 収録曲
1. 雪が降ってきた
作詞:森浩美 / 作曲:馬飼野康二 / 編曲:長岡成貢 / コーラスアレンジ:松下誠
2. 100万の言葉
作詞:森浩美 / 作曲:馬飼野康二 / 編曲:森村献
  - SMAP出演 Panasonic「スララ」CMソング
3. 雪が降ってきた（オリジナル・カラオケ）
4. 100万の言葉（オリジナル・カラオケ）

## 収録アルバム
- SMAP 004（#1）
  - アルバム・バージョンを収録。
- Cool（#1）
  - 新録バージョンを収録。
- BOO（#1）
  - リミックス・バージョンを収録。
- Smap Vest（#1）
- pamS（#1）
  - バラード・バージョンを収録。

## 映像作品
雪が降ってきた
- SMAP Winter Concert 1995-1996
- LIVE S map
  - バラードバージョン。5人体制 初披露。
- Pop Up! SMAP LIVE! 思ったより飛んじゃいました! ツアー
  - バラードバージョン。
- Clip! Smap! コンプリートシングルス（ライブ映像）

## ライブ・パフォーマンス
雪が降ってきた
- 『2001 FNS歌謡祭』（2001年12月6日、フジテレビ）
バラード・バージョン

- 『SMAP×SMAP』（2003年12月1日、関西テレビ・フジテレビ）
この回の音楽コーナー「Memorippies」で披露。
バラード・バージョン

- 『SMAP×SMAP』（2009年2月2日、関西テレビ・フジテレビ）
この回の音楽コーナー「S-Live」「冬に聴きたいリクエストNo.1ソングで披露。

- 『SMAP×SMAP』（2013年9月9日、関西テレビ・フジテレビ）
この回のスペシャルコーナー「前代未聞生放送ライブ! シングル50曲40分間ノンストップスペシャル」で披露。

- 『2015 FNS歌謡祭』（2015年12月2日、フジテレビ）
バラード・バージョン